# ألبرت رووي
ألبرت رووي (بالإنجليزية: Albert Rowe) هو طباع وسياسي أسترالي، ولد في 1872، وتوفي في 16 أغسطس 1955. حزبياً، نشط في حزب العمال الأسترالي. وقد انتخب عضو مجلس النواب الأسترالي عن دائرة Division of Parramatta ‏ (12 ديسمبر 1929 – 19 ديسمبر 1931).